# Pier Paolo Crescenzi
Pier Paolo Crescenzi (né en 1572 à Rome, alors la capitale des États pontificaux, et mort le 19 février 1645 à Rome), est un cardinal italien de l'Église catholique de la XVIIe siècle, créé par le pape Paul V. Il est un parent du cardinal Marcello Crescenzi (1542) et l'oncle du cardinal Alessandro Crescenzi, C.R.S. (1675). 

## Biographie
Pier Paolo Crescenzi est notamment protonotaire apostolique, référendaire au tribunal suprême de la Signature apostolique et auditeur à la chambre apostolique.
Le pape Paul V le crée cardinal lors du consistoire du 7 août 1611. Crescenzi est élu évêque de Rieti en 1612 et transféré au diocèse d'Orvieto en 1621. Il est encore vice-doyen du Collège des cardinaux.
Crescenzi participe au conclave de 1621, lors duquel Grégoire XV est élu pape, au conclave de 1623 (élection d'Urbain VIII et à celui de 1644 (élection d'Innocent X) . 